# Jorien van Nes
 (octobre 2018).
Jorien van Nes, née le 17 juin 1971 aux Pays-Bas, est une réalisatrice néerlandaise.

## Filmographie
- 2008 : Den Helder[2]
- 2009 : Another Perfect World : co-réalisé avec Femke Wolting[3]
- 2013 : A Long Story[4]
- 2017 : Defending Brother No.2[5]